# Brooklyn-Berlin
Brooklyn-Berlin ist ein Musikalbum des Quintetts von Phil Haynes und Herb Robertson. Die am 28. und 29. Februar 2000 im Studio The Spirit Room in Rossie (New York) entstandenen Aufnahmen erschienen 2000 auf CIMP.

## Hintergrund
Nach Aufnahmen in Italien 1999 mit Tiziano Tononi und 2000 in den USA u. a. mit Dominic Duval, Steve Swell, Mark Feldman und Harvey Sorgen stellte der Trompeter Herb Robertson mit dem Schlagzeuger Phil Haynes für das gemeinsame Album Brooklyn-Berlin ein Quintett zusammen. Darin spielten die beiden Holzbläser Ned Rothenberg und Vinny Golia sowie der Bassist Ken Filiano, um sechs Kompositionen der beiden Bandleader zu interpretieren. Im Anschluss spielten Robertson und Haynes das Duoalbum Ritual ein.

## Titelliste
- Phil Haynes/Herb Robertson Quintet – Brooklyn-Berlin (CIMP 218, Spirit Room Series 106)[1]

1. Kiss Principal – 8:07
2. Inner-lude – 10:56
3. Brooklyn-Berlin – 12:51
4. Intending Heart – 7:32
5. Chompin’ at the Bit – 11:06
6. Waltz for Gerry – 12:58

Die Kompositionen stammen von Herb Robertson (Titel 2, 4, 5) und Phil Haynes (Titel 1, 3, 6).

## Rezeption
Steve Loewy verlieh dem Album in Allmusic viereinhalb Sterne und meinte, diese atemberaubende Gruppe würde mit dieser Instrumentierung eine einzigartige Klangmischung und eine perfekte Synergie erreichen: Damit entstehe eine Dynamik, die den Fokus für mehr als eine Stunde auf ein anregendes Geben und Nehmen aufrechterhalte. Glücklicherweise bekämen die Bläser genügend Zeit, sich zu entfalten. Ebenso wie Robertson ein breites und großartiges Klangspektrum hervorbringe, würden dies auch die Klarinettisten tun. Das Genre lasse sich vielleicht am besten als „Free Jazz“ und nicht einfach als „freie Improvisation“ kategorisieren, wobei der Unterschied in der Betonung von melodischen Linien und Bop-orientierten Rhythmen liege, wie locker diese auch sein mögen. Die Ergebnisse seien faszinierend, überzeugend und sogar überraschend zugänglich.
Auf Brooklyn–Berline würden der Schlagzeuger Phil Haynes und der Trompeter Herb Robertson an der Spitze eines Quintetts für eine Sammlung voller emotionaler Wechselspiele, gemäßigter Themen und raffinierter Improvisationen stehen, schrieb Glenn Astarita in All About Jazz. Neben fulminanten Soli und turbulenten Zwischenspielen würden die Musiker diesem überzeugend starken Auftritt gekonnt erhabene Schönheit und tief empfundene Lyrik verleihen.
Rothenberg und Golia würden mit ihren zahlreichen Klarinetten reich strukturierte Szenarien mit Klängen erzeugen, die sich um die Instrumente des jeweils anderen schlängeln; hinzu komme das Schmettern der Trompete, während unregelmäßige Rhythmusmuster von Haynes und Filiano das Feuer darunter erzeugen, stellte Frank Rubolino fest (One Final Note). Die Musik sei kompliziert, auf Schritt und Tritt herausfordernd und biete jedem der Künstler die Möglichkeit, seine einzigartige persönliche Botschaft beizutragen. Das Haynes-Robertson Quintet verbinde seine Kunstfertigkeit in gewundenen Schichten, während das kreative Energieniveau während des gesamten Albums konstant bleibe. Es sei eine sehr lohnende Darbietung.